# مانسویل (اکلاهما)
مانسویل(به انگلیسی: Mannsville) شهری در ایالت اکلاهما کشور ایالات متحده آمریکا است که جمعیت آن در سرشماری سال ۲۰۱۰ میلادی، ۸۶۳ نفر بوده‌است.